# Épisodes de Making History
Cet article présente le guide des neuf épisodes de la série télévisée américaine Making History.

## Généralités
- Aux États-Unis, la saison a été diffusée du 5 mars 2017 au 21 mai 2017 sur le réseau Fox.
- Au Canada, la saison est diffusée une heure à l'avance sur le réseau Citytv[1].

## Distribution

### Acteurs principaux
- Adam Pally (VF : Jérémy Prévost) : Dan Chambers
- Leighton Meester (VF : Laëtitia Godès) : Deborah Revere
- Yassir Lester (VF : Eilias Changuel) : Chris Parrish
- John Gemberling (en) (VF : Marc Saez) : John Hancock
- Neil Casey (en) (VF : Jerome Wiggins) : Samuel Adams

### Acteurs récurrents
- Brett Gelman (VF : Marc Bretonnière) : Paul Revere
- Sean Clements (VF : Antoine Schoumsky) : Dean Wiley
- Ben Vereen (VF : Christian Pélissier) : Dr. Theodore Anthony Cobell

## Épisodes

### Épisode 1: En route vers le passé
- États-Unis /  Canada : 5 mars 2017 sur Fox[2] / Citytv

- États-Unis : 2,17 millions de téléspectateurs[3] (première diffusion)

- Matthew Servitto (Paul Revere)
- Sean Clements (Dean Wiley)

### Épisode 2: Un coup de feu historique
- États-Unis /  Canada : 12 mars 2017 sur Fox / Citytv

- États-Unis : 1,83 million de téléspectateurs[4] (première diffusion)

- Brett Gelman (Paul Revere)
- Ross Philips (Davey)
- Jaime Harris (Colonel Frances Smith)

### Épisode 3: Tous les mêmes!
- États-Unis /  Canada : 19 mars 2017 sur Fox / Citytv

- États-Unis : 1,59 million de téléspectateurs[5] (première diffusion)

- Ben Vereen (Dr Cobell)
- Sean Clements (Dean Wiley)

### Épisode 4: Le bar à glace
- États-Unis /  Canada : 26 mars 2017 sur Fox / Citytv

- États-Unis : 1,54 million de téléspectateurs[6] (première diffusion)

- Vicki Lewis (Mrs. Chadwick)
- Renee Percy (Judi)
- Stephen Capp (Kevin)

### Épisode 5: Le gang des parieurs
- États-Unis /  Canada : 2 avril 2017 sur Fox / Citytv

- États-Unis : 1,32 million de téléspectateurs[7] (première diffusion)

- Tim Robinson (Al Capone)
- Stephanie Escajeda (Mae Capone)
- Ace Gibson (Troy)
- Richard Tanner (Bookie)
- Alexander Matthew Aguila (Bartender)
- Aidan McGraw (Newsie)

### Épisode 6: La face cachée du parrain
- États-Unis /  Canada : 23 avril 2017 sur Fox / Citytv

- États-Unis : 1,32 million de téléspectateurs[8] (première diffusion)

- Tim Robinson (Al Capone)
- Stephanie Escajeda (Mae Capone)
- Michael Merton (Florist)

### Épisode 7: Les glaces de nuit
- États-Unis /  Canada : 30 avril 2017 sur Fox / Citytv

- États-Unis : 1,41 million de téléspectateurs[9] (première diffusion)

- Sean Clements (Dean Wiley)
- Ben Vereen (Dr Cobel)
- Stefanie Black (Melanie)
- Eugene Cordero (Realtor)

### Épisode 8: Le duel
- États-Unis /  Canada : 7 mai 2017 sur Fox / Citytv

- États-Unis : 1,49 million de téléspectateurs[10] (première diffusion)

- Stefanie Black (Melanie)
- Natalie Morales (Mona)

### Épisode 9: Problèmes de corps
- États-Unis /  Canada : 21 mai 2017 sur Fox / Citytv

- États-Unis : 1,28 million de téléspectateurs[11] (première diffusion)

- Ben Vereen (Dr Cobell)
- Sean Clements (Dean Wiley)